# Julián-Bibang Bibang Oyee
Julián Bibang Bibang Oyee (Machinda, 19 de septiembre de 1948) es un lingüista ecuatoguineano que se desempeña como vicepresidente de la Academia Ecuatoguineana de la Lengua Española y como académico correspondiente de la RAE.

## Trayectoria académica
Ha realizado estudios de lingüística en la Facultad de Ciencias Sociales del Instituto Politécnico de Conakri y posteriormente, en la Universidad Complutense de Madrid. Inició la docencia en el Instituto Nacional de Enseñanza Media Rey Malabo  de la capital ecuatoguineana y fue nombrado Director del Instituto “Carlos Lwanga” de Bata en 1980. Ha sido profesor-tutor de la UNED y ejerce como profesor en el Departamento de Filología Hispánica de la Universidad Nacional de Guinea Ecuatorial de la cual se recibió como doctor honoris causa. 
Durante el curso 2001-2002, el Colegio Español creó la figura del Defensor del Idioma, puesto que recayó en el profesor Julián Bibang. 
Es elegido correspondiente de la Real Academia Española (RAE) el 25 de junio de 2009. Integra el grupo de Académicos procedentes de Guinea Ecuatorial (Julián Bibang Oyee; Trinidad Morgades Besari; Federico Edjoo Ovono, embajador ecuatoguineano en Francia; Agustín Nze Nfumu, embajador ecuatoguineano en el Reino Unido, y el artista Leandro Mbomio Nsue ) promotores de la futura Academia Ecuatoguineana de la Lengua Española. Así, en 2015, junto a Agustín Nze Nfumu solicitaron formalmente el ingreso de la Academia Ecuatoguineana de la Lengua Española en la ASALE de la que se convirtió en académico de número desde el 25 de octubre de 2015. También asistió como observador, junto a Trinidad Morgades Besari, al XIII Congreso de la ASALE, de 2007 en Medellín, Colombia.